# Stockton (Norfolk)
Stockton – wieś w Anglii, w hrabstwie Norfolk, w dystrykcie South Norfolk. Leży 22 km na południowy wschód od Norwich i 158 km na północny wschód od Londynu. Miejscowość liczy 59 mieszkańców.